# Yves (Charente-Maritime)
Yves é uma comuna francesa na região administrativa da Nova Aquitânia, no distrito de Charente-Maritime. Estende-se por uma área de 25,75 km². Em 2010 a comuna tinha 1 508 habitantes (densidade: 58,6 hab./km²).